# RBM8A
RBM8A (англ. RNA binding motif protein 8A) – білок, який кодується однойменним геном, розташованим у людей на короткому плечі 1-ї хромосоми.  Довжина поліпептидного ланцюга білка становить 174 амінокислот, а молекулярна маса — 19 889.
| 10         |  | 20         |  | 30         |  | 40         |  | 50         |
| ---------- |  | ---------- |  | ---------- |  | ---------- |  | ---------- |
| MADVLDLHEA |  | GGEDFAMDED |  | GDESIHKLKE |  | KAKKRKGRGF |  | GSEEGSRARM |
| REDYDSVEQD |  | GDEPGPQRSV |  | EGWILFVTGV |  | HEEATEEDIH |  | DKFAEYGEIK |
| NIHLNLDRRT |  | GYLKGYTLVE |  | YETYKEAQAA |  | MEGLNGQDLM |  | GQPISVDWCF |
| VRGPPKGKRR |  | GGRRRSRSPD |  | RRRR       |  |            |  |            |

A: Аланін

C: Цистеїн

D: Аспарагінова кислота

E: Глутамінова кислота

F: Фенілаланін

G: Гліцин

H: Гістидин

I: Ізолейцин

K: Лізин

L: Лейцин

M: Метіонін

N: Аспарагін

P: Пролін

Q: Глутамін

R: Аргінін

S: Серин

T: Треонін

V: Валін

W: Триптофан

Кодований геном білок за функцією належить до фосфопротеїнів. 
Задіяний у таких біологічних процесах як регуляція трансляції, процесінг мРНК, сплайсінг мРНК, транспорт, транспорт мРНК, ацетиляція. 
Білок має сайт для зв'язування з РНК. 
Локалізований у цитоплазмі, ядрі.